# Кейтлін Сандено
Кейтлін Сандено (англ. Kaitlin Sandeno, 13 березня 1983) — американська плавчиня.
Олімпійська чемпіонка 2004 року, призерка 2000 року.
Чемпіонка світу з водних видів спорту 2005 року, призерка 2001 року.
Чемпіонка світу з плавання на короткій воді 2004 року, призерка 2006 року.
Переможниця Панамериканських ігор 1999 року.
Переможниця літньої Універсіади 2007 року.